# Arp 147
Arp 147 es el nombre que reciben dos galaxias anulares que se encuentran actualmente en interacción. Están situadas a una distancia de entre 430 y 440 millones de años luz, en la constelación de Cetus. El par de galaxias fue descubierto originalmente por Stephane Javelle en el año 1893 y forma parte del atlas de galaxias peculiares.
El sistema fue formado cuando una galaxia espiral (a la derecha en la imagen) colisionó con una galaxia elíptica (a la izquierda en la imagen). Dicha colisión produjo una onda de formación de estrellas viajando a una velocidad de ≳100km/s y tuvo inicio hace aproximadamente 40 millones de años. El periodo más extremo de formación estelar se estima que tuvo fin hace 15 millones de años, estrellas supercalientes acabaron su vida en forma de supernova dejando tras de si estrellas de neutrones así como agujeros negros.
La galaxia de la derecha tiene un diámetro de 30 000 años luz y está situada a 21 000 años luz de su compañera. El sistema ocupa un total de 115 000 años luz.

## Anillo principal
El anillo principal contiene nueve brillantes fuentes de emisión de rayos X que han sido identificados como agujeros negros, cada uno con una masa de 10 a 20 masas solares. La expansión de punta a punta del anillo es de 225 ± 8 km/s y se aprecia una pequeña rotación (47 ± 8 km/s).
También posee un ratio de formación estelar de aproximadamente 4,68 masas solares al año. Se cree que el bulbo rojizo del anillo principal puede ser el núcleo de la galaxia principal, y posee del 30 % al 50 % de la masa total de la galaxia.

## Galaxia menor
La pequeña galaxia compañera (situada a la izquierda) también posee una fuente de emisión de rayos X que posiblemente sea un pequeño agujero negro.